# Ophionectria magniverrucosa
Ophionectria magniverrucosa är en svampart som beskrevs av Rossman 1983. Ophionectria magniverrucosa ingår i släktet Ophionectria och familjen Nectriaceae.   Inga underarter finns listade i Catalogue of Life.